# Star Dust (1940)
Star Dust (Estrela Luminosa, no Brasil) é um filme estadunidense de 1940 dirigido por Walter Lang e estrelado por Linda Darnell e John Payne.

## Elenco
- Linda Darnell ...Carolyn Sayres
- John Payne ...Ambrose Fillmore/Bud Borden
- Roland Young ...Thomas Brooke
- Charlotte Greenwood ...Lola Langdon
- William Gargan ...Dane Wharton
- Mary Healy ...Mary Andrews
- Mary Beth Hughes ...June Lawrence
- Robert Lowery ...Bellboy